# Jerry Carlsson
Jerry Carlsson, född 21 november 1953 i Oskarshamn, är en svensk tidigare fotbollsspelare (mittfältare) i IFK Göteborg, aktiv under 1970- och 1980-talet. Tvillingbror till Conny Karlsson. Carlsson värvades till Göteborg från IFK Oskarshamn. Han gjorde mellan 1974 och 1987 535 A-lagsmatcher för IFK Göteborg.